# António de Sousa Júnior
António Joaquim de Sousa Júnior (Praia da Vitória, 15 de dezembro de 1871 — Porto, 7 de junho de 1938), mais conhecido por Sousa Júnior, foi um médico e político republicano de origem açoriana que, entre outras funções, foi deputado ao Congresso Constituinte de 1911 e, por duas vezes, Ministro da Instrução Pública de governos da Primeira República Portuguesa. Foi o primeiro titular de um ministério especificamente criado para os assuntos da Educação após a Implantação da República Portuguesa. Epidemiologista e professor da Faculdade de Medicina do Porto, notabilizou-se no combate à peste no Porto e na ilha Terceira. Foi colaborador de Ricardo Jorge.

## Biografia
António Joaquim de Sousa Júnior nasceu na então vila da Praia da Vitória, Açores, filho de António Joaquim de Sousa, comerciante com casa à entrada da Rua de Jesus, e de Maria Júlia de Sousa Lemos. Como os pais não eram ricos, seguiu o percurso típico dos jovens oriundos das famílias menos abonadas que não tinham acesso direto ao ensino liceal, mas pretendiam continuar estudos, e cursou o Seminário Episcopal de Angra e depois os anos finais do ensino secundário no Liceu de Angra. Com o apoio de umas tias que viviam na cidade de Angra do Heroísmo, partiu para o Porto, onde frequentou os estudos preparatórios ministrados na Academia Politécnica daquela cidade (o chamado curso preparatório para as escolas médico-cirúrgicas que constava de quatro cadeiras obrigatórias para matrícula nos primeiros três anos das Escolas Médicas). Terminados os preparatórios, ingressou em 1892 no curso de medicina da Escola Médico-Cirúrgica do Porto, na qual obteve o grau de bacharel em 1898 e o de doutor em medicina no ano de 1900, com a apresentação da dissertação inaugural intitulada Contribuição para o diagnóstico da tuberculose urinária: clínica, cystocospia, uroscopia e bacterioscopia. A tese foi orientada pelo professor Agostinho António do Souto e dedicada, entre outros, aos professores Ricardo Jorge e Alberto de Aguiar.
Terminado o curso, permaneceu na cidade do Porto, onde exerceu como médico auxiliar da Repartição Municipal de Saúde e Higiene do Porto. Em 1901 foi nomeado médico-chefe do Laboratório de Bacteriologia do Porto e em 1902 assumiu o cargo de médico-chefe do Hospital do Bonfim. Em 1904, quando ocorreu um surto de peste pneumónica no Bairro da Sé do Porto, era o único médico do Hospital do Bonfim. O denodo e dedicação que demonstrou no combate à epidemia de 1904 granjeou-lhe a medalha de ouro da Real Sociedade Humanitária do Porto, distinção que até então apenas fora atribuída ao rei D. Pedro V aquando do grande surto de colera-morbus.
A sua ação no combate à epidemia de 1904 levou a que António de Sousa Júnior estivesse no centro da complexa e polémica campanha de erradicação da peste bubónica no Porto. A notoriedade que ganhou no Porto levou a que fosse convidado, como perito no combate às epidemias, a encabeçar uma missão sanitária enviada à ilha Terceira em 1908 quando ali ocorreu um surto de peste bubónica. Foi com o mesmo espírito de serviço que se deslocou gratuitamente à ilha Terceira. A ação na sua ilha natal granjeou-lhe grande prestígio nacional e levou a que Vitorino Nemésio, também terceirense, afirmasse sobre uma sua intervenção combinar o impulso que me levaria a falar de António Joaquim de Sousa Júnior sem protocolo nem pauta, com pura abundância de alma, e a obrigação de ser cortês e reconhecido com quem me permite hoje fazê-lo. O seu trabalho foi também louvado pela Câmara Municipal da Praia da Vitória, que na sessão de 14 de novembro de 1908 lhe reconheceu o altruísmo e propôs a colocação do seu retrato no salão nobre dos Paços do Concelho e a atribuição do seu nome à antiga rua do Rocio. O retrato ainda permanece no salão nobre daquela instituição. Também o Município de Angra do Heroísmo o lembra na toponímia da cidade de Angra, com a Praça Sousa Júnior, construída no local do demolido Convento de São Sebastião de Angra.
Por sua iniciativa foi criada em Angra do Heroísmo uma associação designada por Liga contra os Ratos, destinada a combater a proliferação de ratos na ilha, considerada a causa fundamental do surto de peste. A Liga juntou as personalidades mais influentes e ricas da sociedade angrense, que entraram com donativos e organizaram peditórios. Com os fundos reunidos ofereceram uma recompensa monetária por cada rato que fosse morto. Em consequência, por toda a ilha surgiram caçadores de ratos, os rateiros. Um homem, em 13 meses, caçou 2815 ratos e 15 mil murganhos, que lhe renderam 400 mil réis insulanos, uma considerável quantia à época. Os ratos mortos tinham de ser trazidos para o edifício do Laboratório de Bacteriologia de Angra do Heroísmo (oficialmente Laboratório Bacteriológico Aníbal Bettencourt), chefiado pelo médico bacteriologista dr. Fernando Touret, de origem portuense, que estava instalado na Casa dos Capitães-do-Donatário, na Rua do Marquês, onde também funcionava um ratatório. Após contagem e análise, os cadáveres eram queimados com petróleo, soltando um cheiro pestilento. Logo após a implantação da República, o sistema foi oficializado, passando os municípios a pagar os ratos mortos.
Ao longo da sua carreira médica e política manteve ligação à Escola Médico-Cirúrgica, na qual foi professor entre 1903 e 1915 e entre 1918 e 1928. Em 1903 foi nomeado lente substituto da Secção Cirúrgica, sendo promovido a lente catedrático em 1906. Em 1911 foi nomeado professor extraordinário de Cirurgia com a regência da cadeira de Terapêutica e Técnica Cirúrgica e, em 1921, regente da cadeira de Anatomia Patológica. Exerceu diversos cargos de direção e académicos, entre os quais diretor da Escola Médico-Cirúrgica após a implantação da República, nomeado por decreto de 1 de Novembro de 1910, membro da comissão nomeada em 1911 para instalar a Universidade do Porto, diretor do Laboratório de Anatomia Patológica, nomeado por decreto de 26 de junho de 1926, vice-reitor da Universidade do Porto, nomeado por decreto de 29 de janeiro de 1924, e, embora efemeramente, reitor da Universidade de Coimbra, nomeado por decreto de 21 de junho em 1924, mas exonerado, a seu pedido, em 21 de agosto do mesmo ano.
Paralelamente à sua atividade médica e sanitária, nomeadamente no combate à peste bubónica, dedicou-se à investigação em epidemiologia, área em que foi pioneiro em Portugal, tendo escrito vários estudos sobre o assunto. Também se dedicou ao estudo das questões de saúde pública, com investigação relevante sobre a higiene no abastecimento de água à cidade do Porto. Foi convidado pelo Governo Provisório da República para estudar a questão da assistência médica no Porto e para representar Portugal na Conferência Internacional Contra a Peste de Mukden (hoje Shenyang), realizada na então Manchúria, mas não terá participado.
No campo político, era militante da tendência republicana do Partido Progressista antes da implantação da República e, desde 1909, fazia parte da Maçonaria na loja portuense União e Liberdade. Aderiu ao Partido Republicano Português e foi deputado à Constituinte de 1911, eleito pelo círculo de Ponta Delgada. Integrou o diretório do Partido Republicano Português em 1913. Foi eleito senador da república de 1911 até 1917. 
Com a restauração do anteriormente efémero ministério dedicado à Educação, coube a Sousa Júnior ser o primeiro Ministro da Instrução Pública no governo de Afonso Costa, exercendo funções entre 9 de janeiro de 1913 e 9 de fevereiro de 1914. Na função de Ministro da Instrução Pública fundou a Faculdade de Direito de Lisboa e concedeu subsídios a agremiações culturais "devotadas à instrução", e também à Associação das Escolas Móveis, nas quais introduziu cursos diurnos e noturnos para adultos. A propósito destas últimas, afirmou em 1913 «Não podemos esperar que o artista, o trabalhador, o operário venham à escola; é necessário que a escola vá ao atelier, à oficina, à fábrica, ao campo. É a escola que deve procurar o analfabeto e não podemos ficar aguardando que o analfabeto venha procurar a escola.». Como Ministro da Instrução Pública, foi um dos principais responsáveis pela criação da primeira Escola da Arte de Representar criada em Portugal.
Foi Diretor-Geral da Estatística de 1915 a 1916, cabendo-lhe coordenar a elaboração da obra Censo Eleitoral da Metrópole, publicada em 1916. Graduado major, durante a Primeira Guerra Mundial foi, entre 1916 e 1918, chefe dos serviços de saúde da base do Corpo Expedicionário Português em França.
Terminada a guerra, voltou ao Porto, onde foi autarca republicano. Presidiu à mesa do Senado da Câmara Municipal do Porto entre 14 de outubro de 1921 e 22 de outubro de 1924. Foi membro da Comissão Administrativa da Câmara Municipal do Porto, sobretudo ocupando-se das questões de higiene, e presidiu à Junta Autónoma das Instalações Marítimas do Porto (Douro - Leixões).
Voltou a exercer as funções de Ministro da Instrução Pública, desta feita no governo de José Domingues dos Santos, entre 22 de novembro de 1924 e 15 de fevereiro de 1925, já na crise final da Primeira República Portuguesa que conduziu ao golpe de 28 de maio de 1926.
Para além das suas publicações científicas, foi jornalista. É autor de numerosos artigos científicos publicados na Gazeta Médica do Porto, no Porto Médico e na Gazeta dos Hospitais, de que foi redator. Editou trabalhos sobre temas como a História Social, as pestes que assolaram o país, a alegada falsificação dos vinhos e o abastecimento de águas no Porto. Escreveu também sobre temas republicanos e teve uma ação marcante na promoção das artes e das letras em Portugal.
Por motivos de saúde, aposentou-se em 1928, tendo passado largas temporadas no Porto Martins. Vítima de depressão, ficou no Porto Martins, numa casa emprestada por um primo. Quando chegou à Terceira encontrou a moradia fechada. Recuperou a casa e comprou a casa ao lado, onde montou uma mercearia. A única coisa que fez questão de trazer do Porto foi uma grafonola e uma coleção de discos de música clássica. Na venda, frequentada por gente do Porto Martins e da Ribeira Seca, vendia um pouco de tudo. Muitas pessoas ouviram lá pela primeira vez o som de uma grafonola. Pelos caminhos da freguesia não passava um automóvel. Era um lugar pobre, sem eletricidade ou água canalizada. Vestia roupas simples e galochas de madeira, sentava-se com os vizinhos e fumava tabaco de enrolar. Em 1929, por altura da comemoração do centenário da Batalha da Praia, realizou-se uma grande cerimónia e uma sessão solene na Câmara Municipal. Convidado para a ocasião, Sousa Júnior foi de carroça até à Praia e, ao chegar ao largo, saiu, abriu uma malinha e retirou as suas vestes de professor catedrático.
Foi membro da Sociedade Internacional de Cirurgia de Bruxelas (Société internationale de chirurgie, Bruxelles), da Sociedade Portuguesa de Ciências Naturais e da Sociedade de Medicina e Cirurgia do Porto. Foi condecorado com a grã-cruz da Ordem de Cristo. A cidade da Praia da Vitória dedicou-lhe uma das suas primeiras escolas primárias construídas de raiz, que depois de funcionar como jardim de infância alberga a delegação da RTP Açores, e uma das suas principais artérias, a Rua Dr. Sousa Júnior. É também lembrado num prémio instituído no âmbito das Jornadas Médicas das Ilhas Atlânticas, destinado a premiar a excelência na área da investigação médica. Em Angra do Heroísmo existe a Praça Dr. Sousa Júnior.
António Joaquim de Sousa Júnior foi casado com Rosário Fernandes de Sousa. Foi pai do arquitecto Fernando Augusto de Sousa (Porto, 26 de abril de 1913 — Angra do Heroísmo, janeiro de 1996), com trabalho no Porto e em Angra do Heroísmo, onde também foi professor de Desenho, Geometria Descritiva e História da Arte.

## Obras publicadas
- Contribuição para o diagnóstico da tuberculose urinária: clínica, cystoscopia, uroscopia e bacterioscopia. Porto: Tipografia a vapor de Arthur José de Sousa & Irmão, 1900.
- António Joaquim de Sousa Júnior (coordenador), Censo Eleitoral da Metrópole. Lisboa, Imprensa Nacional, 1916.
- A extincção da peste na Ilha Terceira : informações do illustre Prof. Souza Junior. Angra do Heroísmo, 1909.